# Fukuzawa Hirofumi
Fukuzawa Hirofumi (福沢 博文 (Phúc Trạch Bác Văn)) (sinh ngày 7 tháng 2, 1970 ở Nagano) là một diễn viên người Nhật. Ông nổi tiếng với vai trò diễn viên phục trang trong các seri Super Sentai. Ông là chồng của nữ diễn viên Naoko Kamio.

## Vai diễn trong phục trang

### Super Sentai
- Ryuuseioh - Gosei Sentai Dairanger
- Machine Beasts - Chouriki Sentai Ohranger
- Zelmonda/Exhaus - Gekisou Sentai Carranger
- Budoh/Biznella - Seijuu Sentai Gingaman
- Cobolda - Kyuukyuu Sentai GoGo-V
- GaoRed/GaoMuscle/GaoHunter - Hyakujuu Sentai Gaoranger
- Hurricane Red/Gouraijin - Ninpuu Sentai Hurricanger
- AbaRed/Killer-Oh - Bakuryuu Sentai Abaranger
- Deka Red/Deka-Base Robo/Gyoku Rou - Tokusou Sentai Dekaranger
- MagiGreen/MagiTaurus/MagiKing/MagiLegend/Lunagel/Titan - Mahou Sentai Magiranger
- BoukenRed/Daitanken - GoGo Sentai Boukenger
- GekiRed/GekiTohja - Juken Sentai Gekiranger
- Go-on Red/Engine-Oh - Engine Sentai Go-onger
- ShinkenRed/Shinken-Oh - Samurai Sentai Shinkenger
- GoseiBlue/Gosei Ultimate - Tensou Sentai Goseiger
- GokaiRed - Kaizoku Sentai Gokaiger

### Kamen Rider
- Gurongi Kaijin - Kamen Rider Kuuga

### Metal Hero
- Spidon (Super Mode) - B-Robo Kabutack